# Hasan Dijáb
Hasan Dijáb (arabsky حسان دياب‎; * 1. června 1959 Bejrút, Libanon) je libanonský akademik, inženýr a politik, který byl od 21. ledna 2020 do 10. září 2021 libanonským premiérem. Do funkce premiéra ho v roce 2019 jmenoval prezident Michel Aoun jako nástupce Saada Harírího. V důsledku výbuchu v Bejrútu podal 10. srpna 2020 demisi a působil jako premiér úřednické vlády, dokud Nadžíb Míkátí 10. září 2021 nesestavil novou vládu. Před svým premiérstvím působil od června 2011 do února 2014 jako ministr školství.

## Raný život a vzdělání
Narodil se 1. června 1959 v Bejrútu. V roce 1981 získal na Leeds Beckett University titul Bachelor of Science v oboru telekomunikační inženýrství. Poté získal v roce 1982 magisterský titul v oboru systémové inženýrství na Univerzitě v Surrey a v roce 1985 doktorát v oboru počítačové inženýrství na Univerzitě v Bathu.

## Akademická kariéra
Působil jako akademický pracovník a v roce 1985 nastoupil na Americkou univerzitu v Bejrútu jako profesor elektrotechniky. Publikoval více než 150 článků a příspěvků ve vědeckých časopisech a na vědeckých konferencích. Sám sebe označoval za zastánce reformy libanonského školství a byl autorem knih na toto téma. Od října 2006 do června 2011 působil také jako viceprezident Americké univerzity v Bejrútu pro regionální externí programy.
Dne 13. června 2011 byl v rámci vlády Nadžíba Míkátího jmenován ministrem školství a vyššího vzdělání. Dijábovo funkční období skončilo 15. února 2014.

## Premiérství
Dijáb byl jmenován premiérem 19. prosince 2019, uprostřed protestů, které vedly k Harírího rezignaci. Dijábova kandidatura získala podporu 69 poslanců ze 128 členů libanonského parlamentu, přičemž jeho podpora pocházela od stran, které spoluvytvářejí Alianci 8. března, konkrétně od parlamentních bloků spřízněných s Hizballáhem, ale nezískal podporu stran ze své vlastní sunnitské komunity.
Je nezávislý, nepodporuje žádnou politickou skupinu a v době svého jmenování se na veřejnosti příliš neprojevoval.
Nová libanonská vláda byla sestavena 21. ledna 2020 poté, co se Dijáb a předseda parlamentu Nabíh Barrí setkali s prezidentem Michelem Aounem. Dijáb tehdy oznámil, že nový dvacetičlenný kabinet složený z technokratů bude pracovat na novém volebním zákoně, usilovat o nezávislé soudnictví a navrácení rozkradených veřejných prostředků. Během prvního zasedání nové vlády oznámil, že jeho první oficiální návštěvy se budou týkat zemí „arabského regionu, zejména Perského zálivu“. Neřekl nic o dodržování reforem slíbených Harírím a rozhodl se zachovat ministerstvo informací, které Harírí slíbil zrušit. Dne 3. února podepsal státní rozpočet na rok 2020, který snižuje výdaje o 700 milionů dolarů, a 6. února vláda schválila plán finanční pomocí, který předloží parlamentu.
Dne 7. března 2020 oznámil, že Libanon poprvé ve své historii nesplácí státní dluh.
Dne 10. srpna 2020, po výbuchu v Bejrútu, odstoupil z funkce kvůli rostoucímu politickému tlaku a hněvu na libanonskou vládu, která nedokázala katastrofě zabránit, což bylo ještě umocněno stávajícím politickým napětím v zemi. Požádal prezidenta Aouna, aby vyhlásil předčasné parlamentní volby.

## Osobní život
Je ženatý s Núwar Mawláwí a má tři děti. Je sunnitský muslim.

## Publikace
- DIJÁB, Hasan; DEMASHKIEH, I. A computer-aided teaching package for microprocessor systems education. IEEE Transactions on Education [online]. IEEE [cit. 2022-09-22]. doi:10.1109/13.81598.
- SAADE, J. J.; DIJÁB, Hasan. Defuzzification techniques for fuzzy controllers. IEEE Transactions on Systems, Man, and Cybernetics, Part B (Cybernetics) [online]. IEEE [cit. 2022-09-22]. doi:10.1109/3477.826965. PMID 18244747.
- DAMAJ, Issam; DIJÁB, Hasan. Performance analysis of linear algebraic functions using reconfigurable computing. The Journal of Supercomputing [online]. [cit. 2022-09-22]. doi:10.1023/A:1020993510939.
- DIJÁB, Hasan. Standardization Related to Arabic Language Use in ICT [online]. [cit. 2022-09-22].
- DIJÁB, Hasan; ZOMAYA, Albert Y. Standardization Related to Arabic Language Use in ICT [online]. Wiley [cit. 2022-09-22]. Dostupné v archivu pořízeném z originálu.
- GHAITH, Ghazi; DIJÁB, Hasan. Determinants of EFL achievement among Arab college-bound learners. Education, Business and Society: Contemporary Middle Eastern Issues [online]. [cit. 2022-09-22]. doi:10.1108/17537980810929993.
- AWADA, Ghada; DIJÁB, Hasan. Lebanon’s 2011 ICT education reform strategy and action plan: Curriculum success or abeyance. Cogent Education [online]. [cit. 2022-09-22]. doi:10.1080/2331186x.2016.1245086.
- AWADA, Ghada; DIJÁB, Hasan. The Effect of Google Earth and Wiki Models on Oral Presentation Skills of University EFL Learners. International Journal of Teaching and Learning in Higher Education [online]. [cit. 2022-09-22].